# 高都关帝庙
高都关帝庙，又名城隍庙，位于山西省晋城市泽州县高都镇南街村村中，紧邻高都景德寺，是一组完整的清代建筑群，雕刻繁复。
2013年1月，高都关帝庙公布为第三批晋城市文物保护单位，编号3-71。